# Liste der Biografien/Ando
Liste der Biografien |
Portal Biografien |
Personensuche
# |
A |
B |
C |
D |
E |
F |
G |
H |
I |
J |
K |
L |
M |
N |
O |
P |
Q |
R |
S |
T |
U |
V |
W |
X |
Y |
Z |
?
 
Aa |
Ab |
Ac |
Ad |
Ae |
Af |
Ag |
Ah |
Ai |
Aj |
Ak |
Al |
Am |
An |
Ao |
Ap |
Aq |
Ar |
As |
At |
Au |
Av |
Aw |
Ax |
Ay |
Az
 
Ana–Anc |
And |
Ane |
Anf |
Ang |
Anh |
Ani |
Anj |
Ank |
Anl |
Anm |
Ann |
Ano |
Anp |
Anq |
Anr |
Ans |
Ant–Anz
 
Anda |
Ande |
Andh |
Andi |
Andj |
Andl |
Ando |
Andr |
Ands |
Andu |
Andy |
Andz
Die Liste der Biografien führt alle Personen auf, die in der deutschsprachigen Wikipedia einen Artikel haben. Dieses ist eine Teilliste mit 87 Einträgen von Personen, deren Namen mit den Buchstaben „Ando“ beginnt.

## Ando
- Andō, Akira (* 1955), japanischer, in Deutschland lebender Jazz- und Improvisationsmusiker (Kontrabass, Cello)
- Andō, Akira (* 1995), japanischer Fußballspieler
- Ando, Aoi (* 2005), japanischer Fußballspieler
- Andó, Arián (* 1999), ungarischer Handballspieler
- Andō, Asa (* 1996), japanische Skirennläuferin
- Andō, Daisuke (* 1991), japanischer Fußballspieler
- Andò, Flavio (1851–1915), italienischer Schauspieler und Theaterdirektor
- Andō, Hirotarō (1871–1958), japanischer Agrarwissenschaftler
- Andō, Jun (* 1984), japanischer Fußballspieler
- Andō, Kazuaki (* 1967), japanischer Freestyle-Skier
- Andō, Kazuya (* 1997), japanischer Fußballspieler
- Andō, Kisaburō (1879–1954), japanischer Generalleutnant und Politiker, Minister
- Andō, Kō (1878–1963), japanische Violinistin
- Andō, Kozō (1940–2003), japanischer Kendoka und Professor
- Andō, Kozue (* 1982), japanische Fußballspielerin
- Andō, Masahiro (* 1972), japanischer Fußballspieler
- Andō, Masanobu (* 1975), japanischer Schauspieler und Regisseur
- Andō, Masazumi (1876–1955), japanischer Journalist und Politiker
- Andō, Miki (* 1987), japanische Eiskunstläuferin
- Andō, Mikiko (* 1992), japanische Gewichtheberin und Olympionikin
- Andō, Mikio (1930–1990), japanischer Schriftsteller
- Andō, Mizuki (* 1999), japanischer Fußballspieler
- Andō, Momofuku (1910–2007), taiwanisch-japanischer Unternehmer
- Ando, Naito (* 1997), japanischer Snowboarder
- Andō, Naoto (* 1991), japanischer Fußballspieler
- Andō, Natsumi (* 1970), japanische Manga-Zeichnerin
- Andō, Nobumasa (1820–1871), japanischer Shogunatsbeamter
- Andō, Rikichi (1884–1946), General der kaiserlich japanischen Armee
- Andò, Roberto (* 1959), italienischer Theater- und Filmregisseur, Schriftsteller und Essayist
- Andō, Sakura (* 1986), japanische Schauspielerin
- Andò, Salvo (* 1945), italienischer Jurist und Politiker (PSI)
- Andō, Shunsuke (* 1990), japanischer Fußballspieler
- Andō, Shun’ya (* 1991), japanischer Fußballspieler
- Andō, Tadao (* 1941), japanischer ArchitektTadao Andō (* 1941)

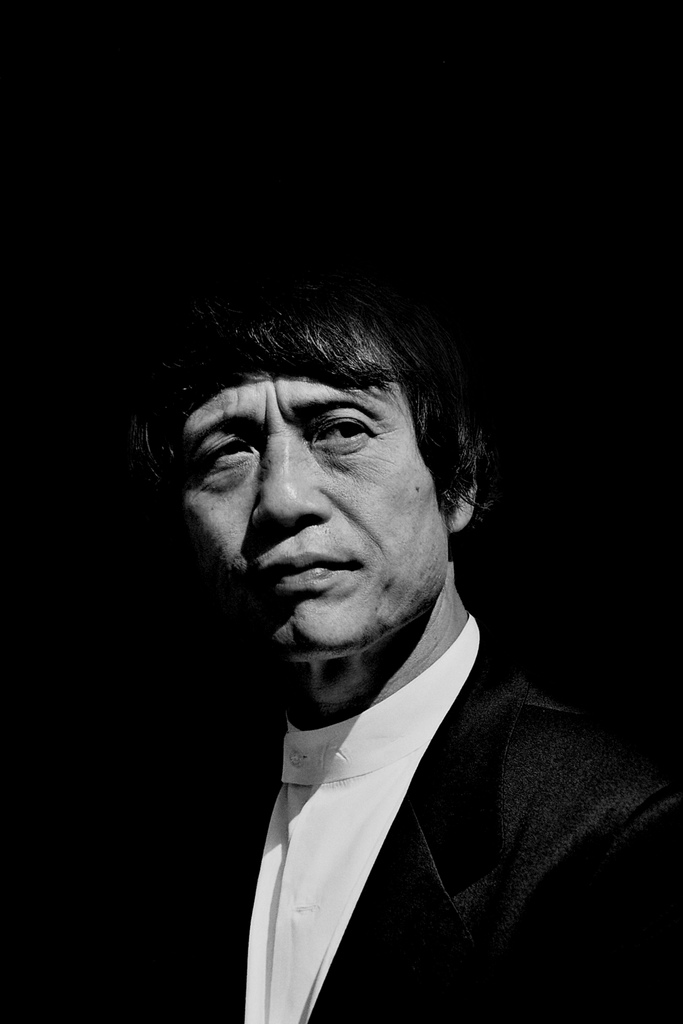
Tadao Andō (* 1941)

- Andō, Teibi (1853–1932), General der kaiserlich japanischen Armee
- Ando, Teru (* 1995), japanischer Fußballspieler
- Andō, Tomoya (* 1999), japanischer Fußballspieler
- Andō, Tomoyasu (* 1974), japanischer Fußballspieler
- Andō, Tsubasa (* 1996), japanischer Fußballspieler
- Andō, Tsuguo (1919–2002), japanischer Poet, Literaturkritiker und Übersetzer
- Andō, Yuka (* 1994), japanische Langstreckenläuferin

### Andoe
- Andoe, Joe (* 1955), US-amerikanischer Künstler

### Andoh
- Andoh, Adjoa (* 1963), britische SchauspielerinAdjoa Andoh (* 1963)

Adjoa Andoh (* 1963)

- Andoh, Dominic Kodwo (1929–2013), ghanaischer Geistlicher, römisch-katholischer Erzbischof von Accra

### Andoi
- Andoire, Numa (1908–1994), französischer Fußballspieler und -trainer

### Andok
- Andok, Ludwig von (1890–1981), deutscher Maler des Postimpressionismus
- Andokides, griechischer Töpfer
- Andokides, attischer Politiker und Admiral
- Andokides, attischer Redner
- Andokides-Maler, griechischer Vasenmaler, Erfinder des rotfigurigen Stils

### Andol
- Andolenko, Serge (1907–1973), französischer General russisch-ukrainischer Herkunft
- Andolfi, Marco Antonio (1941–2018), italienischer Schauspieler und Filmregisseur
- Andolfo, Franco (1938–2012), italienisch-österreichischer Schlagersänger und KomponistFranco Andolfo (1938–2012)

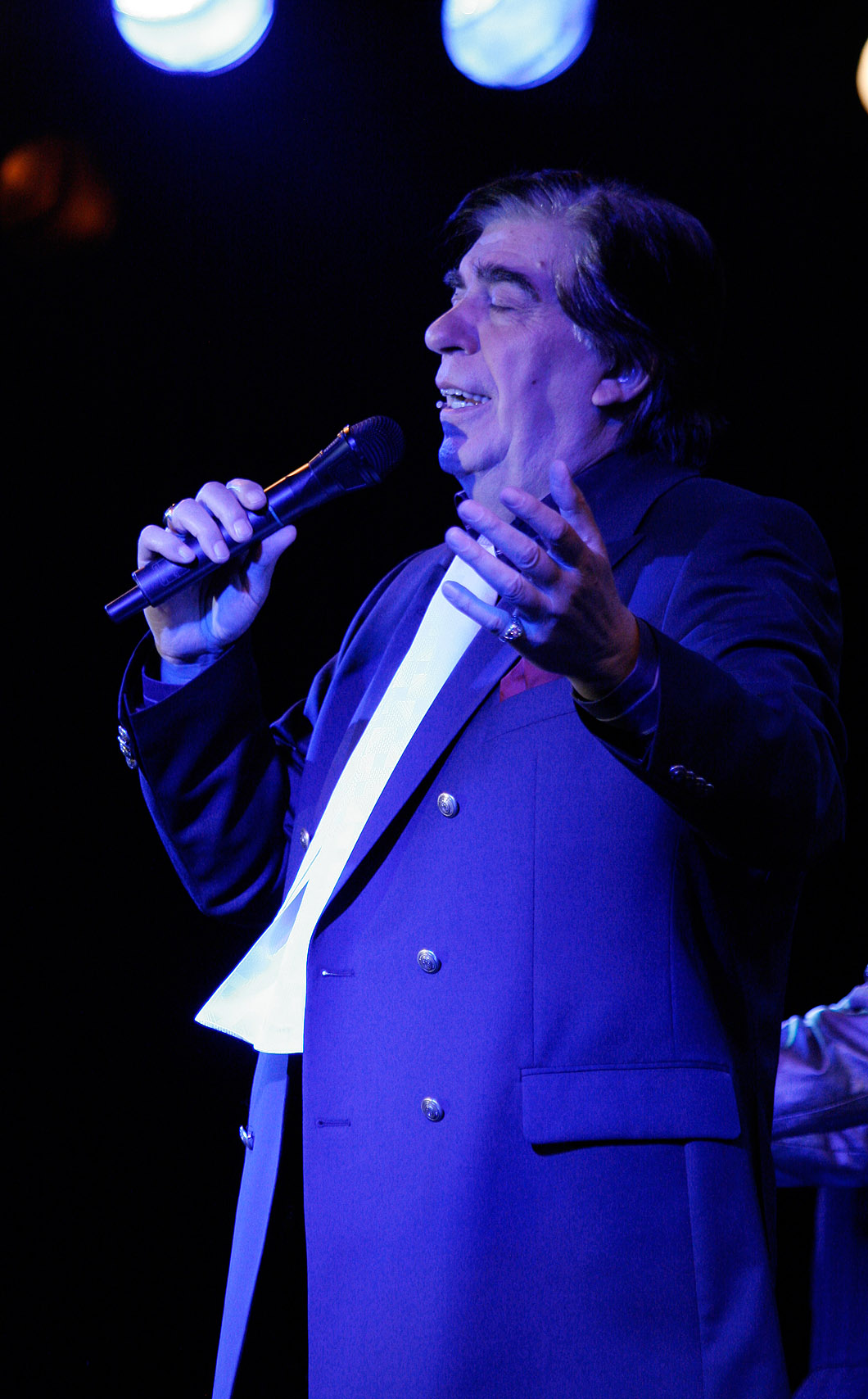
Franco Andolfo (1938–2012)

- Andolfo, Mirka (* 1989), italienische Illustratorin, Comiczeichnerin und Coloristin
- Andolina, Barbara (* 1978), italienische Judoka

### Andon
- Andone, Florin (* 1993), rumänischer Fußballspieler
- Andone, Ioan (* 1960), rumänischer Fußballspieler und -trainer
- Andoni, Foto (* 1946), albanischer Fußballspieler
- Andoni, Ghassan (* 1956), palästinensischer Physiker und Friedensaktivist
- Andonian, Aram (1875–1951), armenischer Journalist, Autor und Schriftsteller
- Andonian, Gaël (* 1995), französischer Fußballspieler
- Andonii, Constantin (* 1988), rumänischer Sprinter
- Andonov, Bojidar (* 1954), orthodoxer Theologe
- Andonova, Nataša (* 1993), mazedonische Fußballspielerin
- Andonova, Sijche (* 1992), mazedonische Fußballspielerin
- Andonovski, Vlatko (* 1976), US-amerikanischer Fußballspieler und Fußballtrainer
- Andonow, Georgi (* 1983), bulgarischer Fußballspieler
- Andonow, Iwajlo (* 1967), bulgarischer Fußballspieler
- Andonow, Iwan (1934–2011), bulgarischer Schauspieler und Filmregisseur
- Andonow, Metodi (1932–1974), bulgarischer Theater- und Filmregisseur
- Andonow, Petar (* 1961), bulgarischer Diplomat
- Andonow, Totju (* 1958), bulgarischer Ringer
- Andonowa, Ljudmila (* 1960), bulgarische Hochspringerin
- Andonowa, Nikol (* 2000), bulgarische Leichtathletin

### Andor
- Andor, László (* 1966), ungarischer Ökonom und EU-Kommissar
- Andora (* 1958), deutscher Maler
- Andorai, Péter (1948–2020), ungarischer Schauspieler
- Andörfer, Carsten (* 1963), deutscher Schauspieler, Sänger und Theaterregisseur
- Andorfer, Eduard (1899–1973), österreichischer Kunsthistoriker
- Andorfer, Herbert (1911–2003), österreichischer Waffen-SS-Obersturmführer, Kommandant des KZ Sajmište und beteiligt an Verbrechen eines SS-Kommandos in Norditalien
- Andörfer, Michaela (1928–2014), deutsche katholische Ordensschwester
- Andorinho, Ricardo (* 1976), portugiesischer Handballspieler
- Andorn, Hans (1903–1945), deutscher Rabbiner, Lehrer und Erzieher des liberalen Judentums
- Andorrà, Xavi (* 1985), andorranischer Fußballspieler

### Andou
- Andouins, Diane d’ (1554–1620), Gräfin von Guiche und Mätresse des französischen Königs Heinrich IV.Diane d’Andouins (1554–1620)

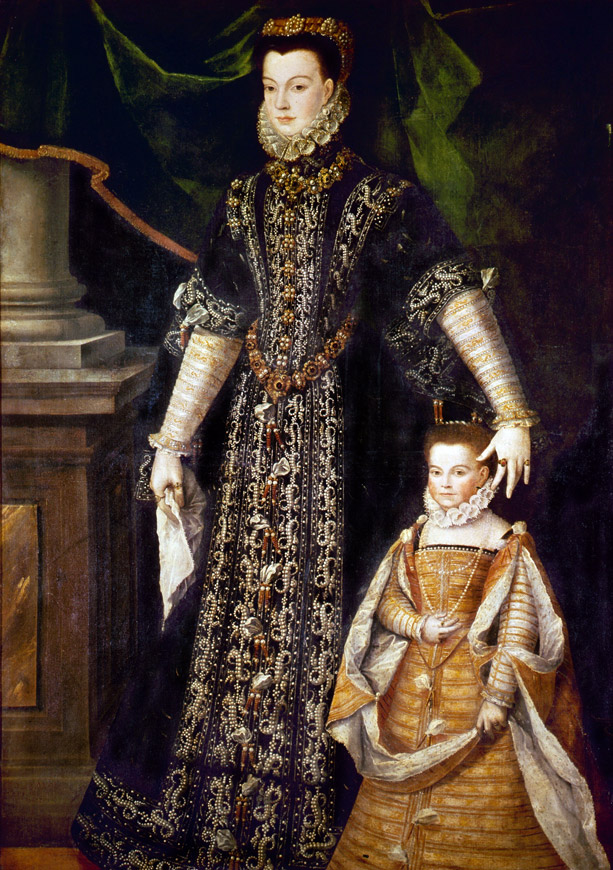
Diane d’Andouins (1554–1620)

### Andov
- Andov, Stojan (1935–2024), mazedonischer Wirtschaftswissenschaftler, Politiker und Schriftsteller

### Andoy
- Andoyer, Henri (1862–1929), französischer Astronom und Mathematiker